# Luis Yika García
Luis Alberto Yika García (Pisco, 21 de enero de 1955) es un militar en retiro y político peruano. Fue congresista de la república por La Libertad durante el disuelto periodo 2016-2019.

## Biografía
Luis Yika nació en el distrito de San Andrés, ubicado en la ciudad de Pisco en la región peruana de Ica, el 21 de enero de 1955.
Curso sus estudios primarios y secundarios en su ciudad natal, egresando en 1972 de la Gran Unidad Escolar José de San Martín. Luego en el año 1975 viajó a la ciudad de Lima, donde cursó estudios superiores en la Escuela Militar de Chorrillos egresando en 1978. Integró el Ejército del Perú entre 1978 y 2006, alcanzando el grado de teniente coronel. Desde entonces se dedicó a la actividad privada como propietario de diversos negocios y asesor de seguridad.

## Carrera política
Como político incursionó en la filas del fujimorismo, siendo miembro del partido político Fuerza 2011 de Keiko Fujimori. En el año 2010, Luis Yika fue candidato a la presidencia del Gobierno Regional de La Libertad en las elecciones regionales, sin embargo quedó en el cuarto lugar con el 3.730% de los votos.
Entre el 2013 y el 2015 fue secretario regional de Fuerza Popular en el departamento de La Libertad.

### Congresista de la República
En las elecciones del año 2016, postuló al Congreso de la República y fue elegido congresista por la región de La Libertad con 15,490 votos, siendo luego juramentado para el periodo parlamentario 2016-2021.
Como congresista ejerció la presidencia de la Comisión de Comercio Exterior y Turismo.
El 5 de marzo del 2018, Luis Yika renunció a la bancada de Fuerza Popular. En su carta de renuncia, explicó su decisión basándose en las declaraciones inapropiadas y altisonantes realizadas por los voceros de la bancada contra Alberto Fujimori, expresidente quien permanecía encarcelado por delitos de corrupción y violación de Derechos Humanos. Ese mismo día, Yika se integró a Cambio 21, bancada política liderada por Kenji Fujimori.
Su mandato culminó el 30 de septiembre del 2019 tras la disolución del Congreso de la República realizada por el presidente Martín Vizcarra. Ante esto, Luis Yika intentó ser reelegido en las elecciones extraordinarias del año 2020 como invitado del partido político Vamos Perú sin obtener la representación.
En el año 2022 volvió a incorporarse a Fuerza Popular y participó en las elecciones regionales de ese mismo año como candidato a consejero del Gobierno Regional de La Libertad, la cual no tuvo éxito.